# Diadematidae

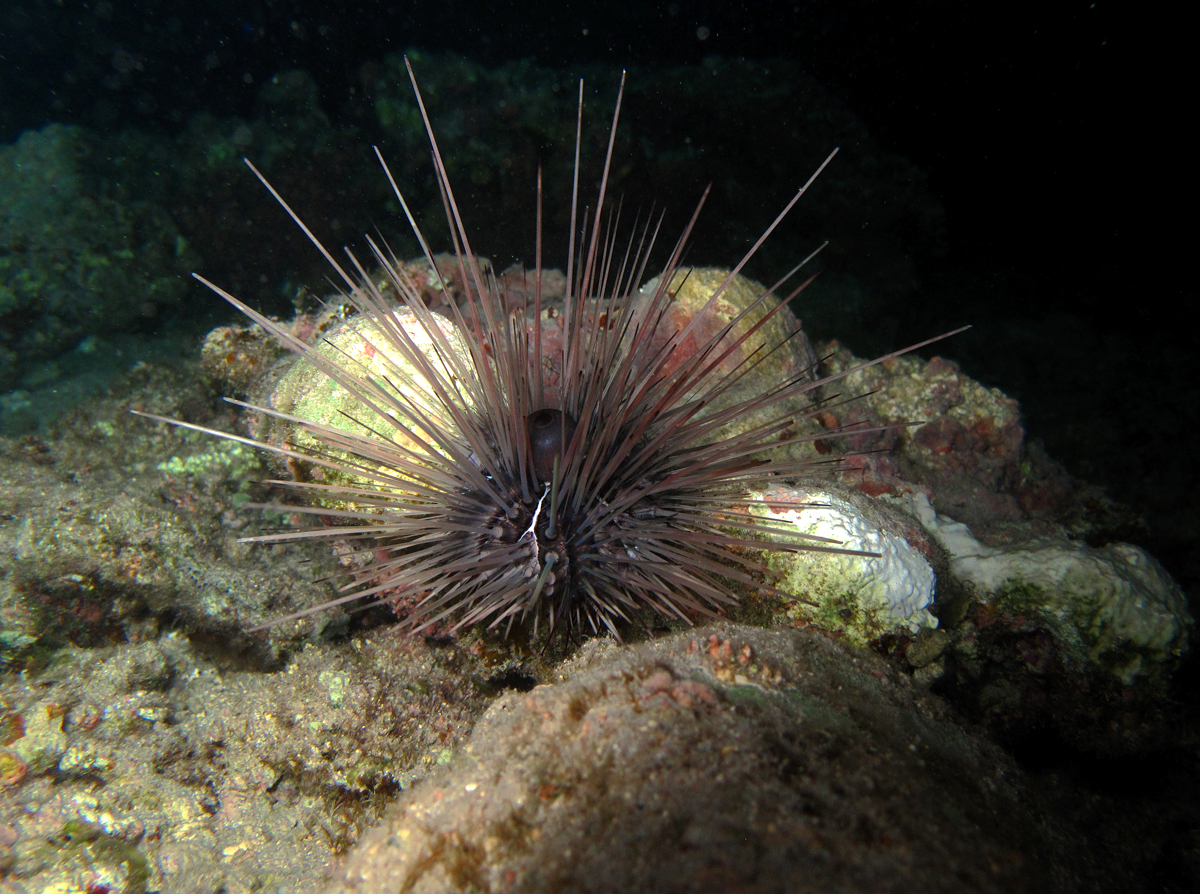
Um diadematídeo típico: Diadema savignyi. Está visível a papila anal proeminente, os longos radíolos primários e secundários e as decorações da testa (aqui em branco).

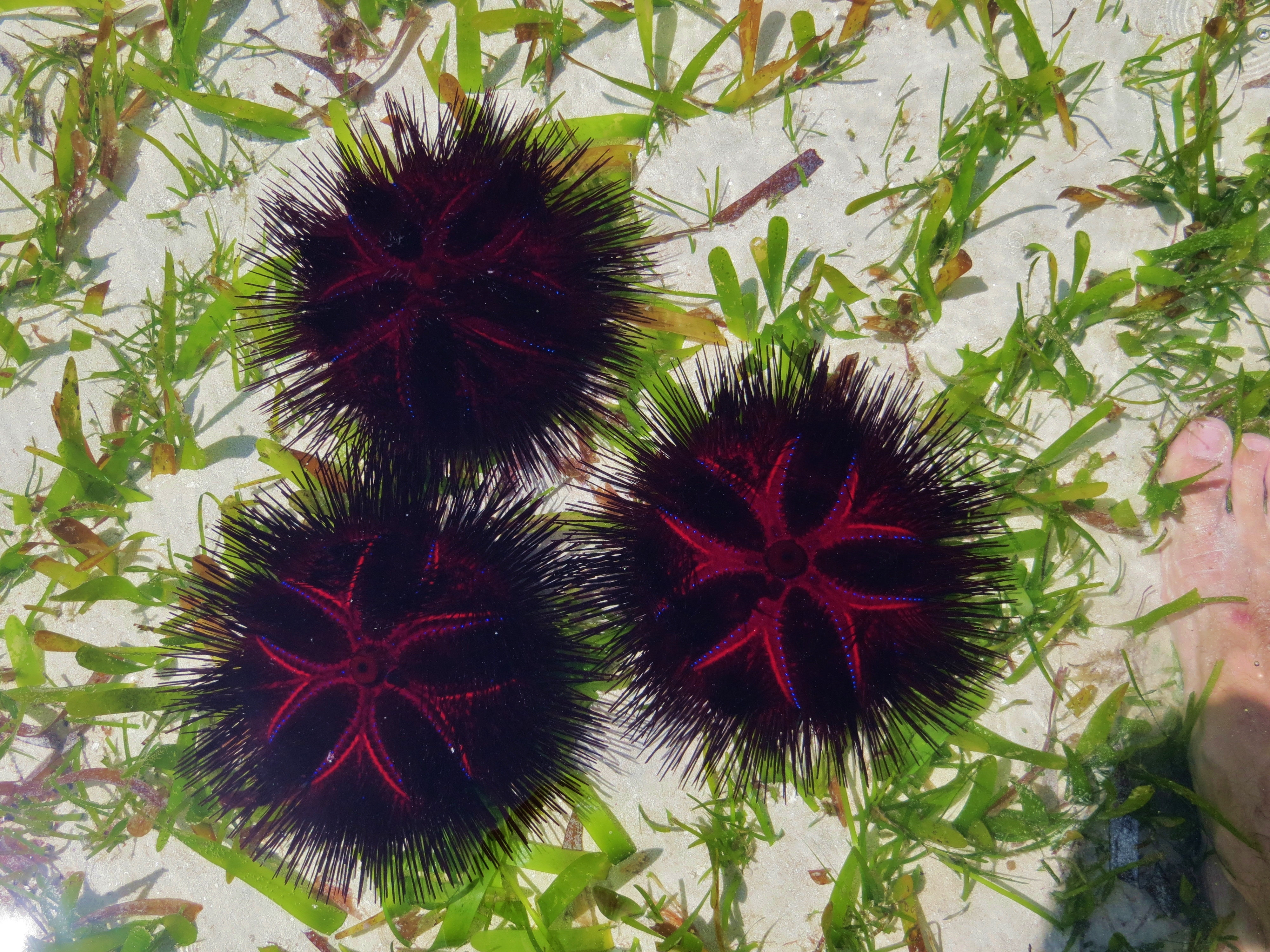
Astropyga radiata negros (Kenya).

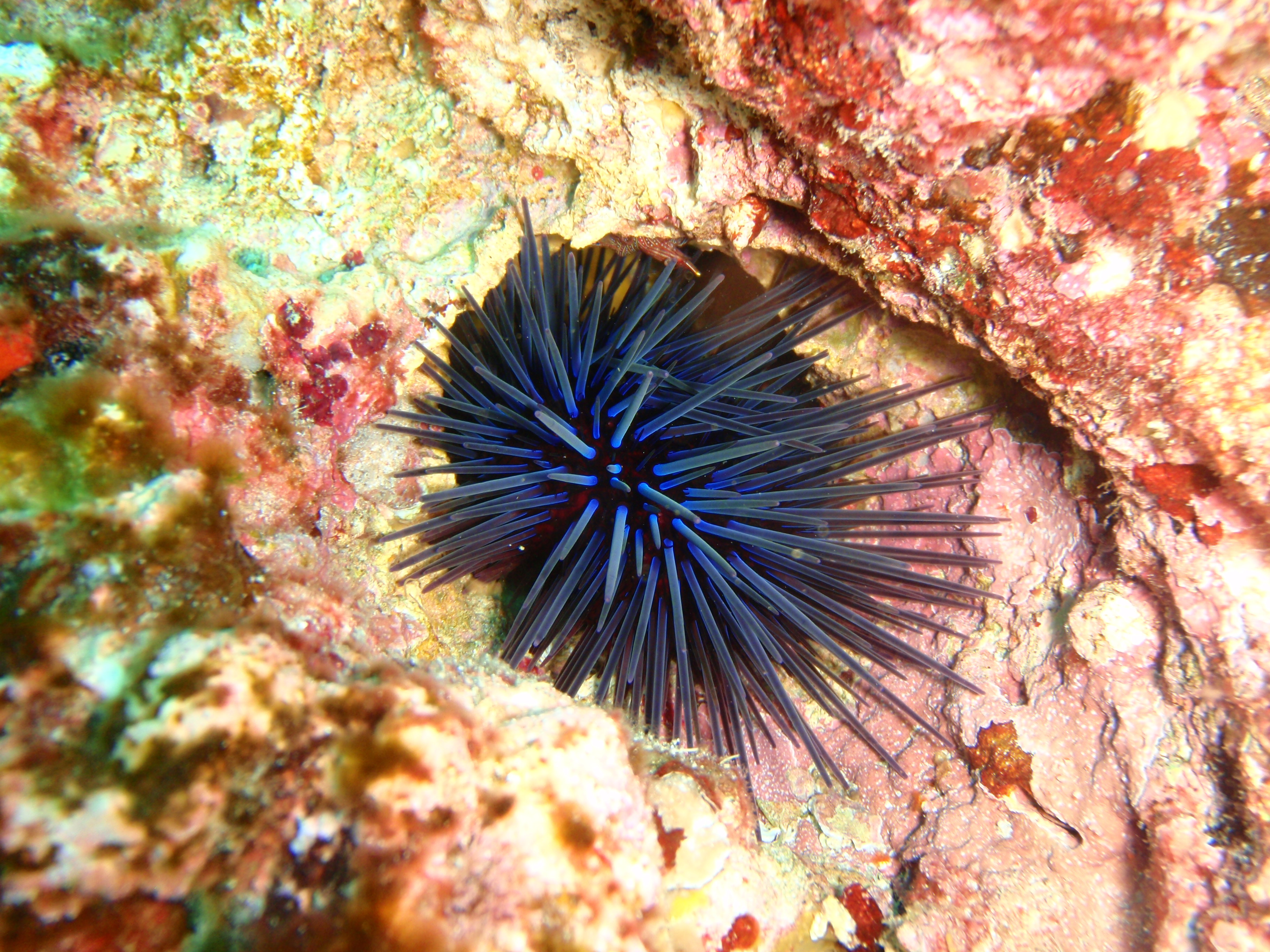
Centrostephanus tenuispinis

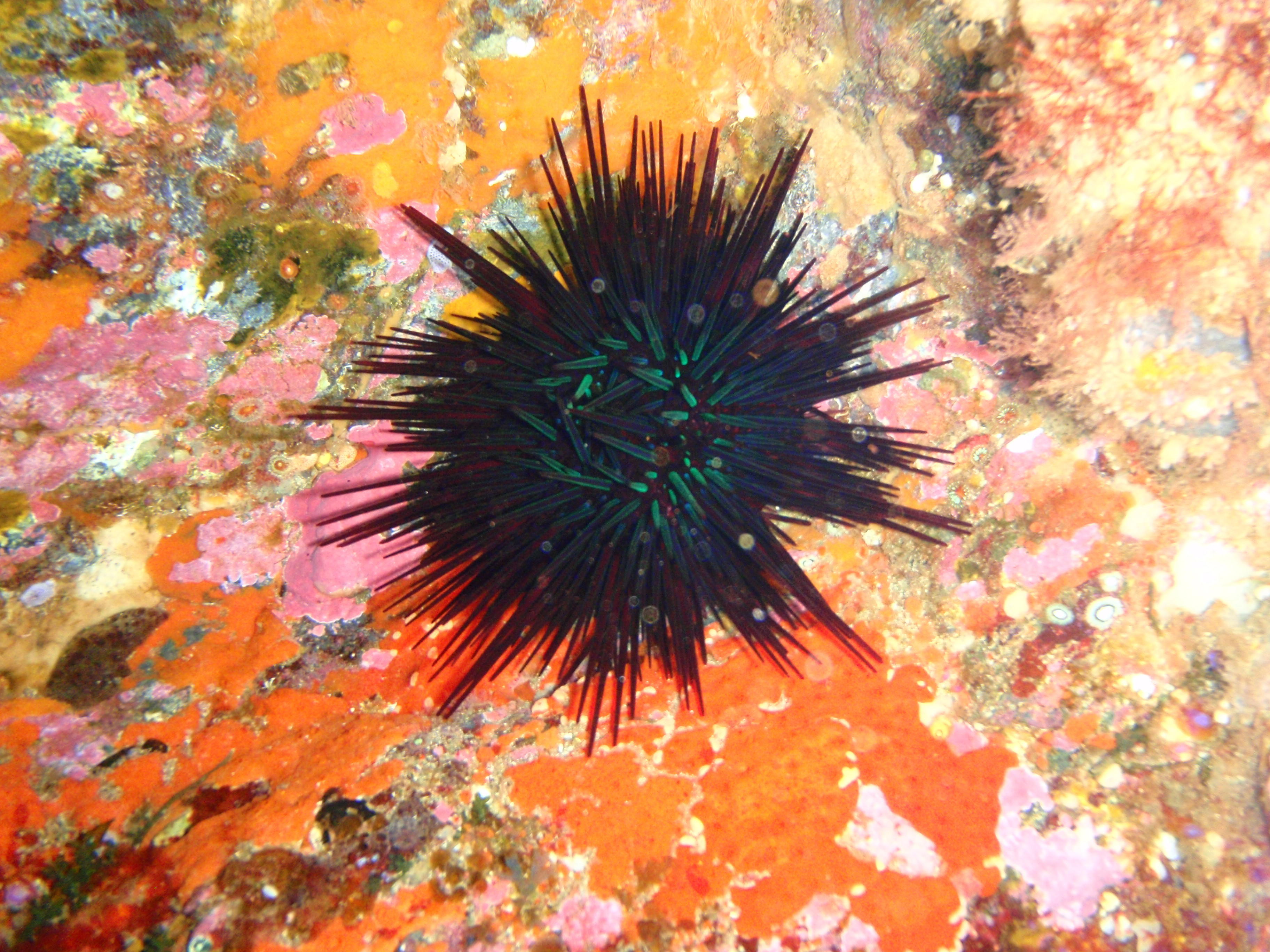
Centrostephanus rodgersii

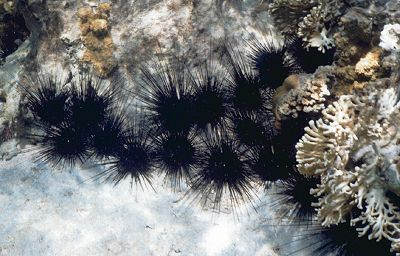
Um grupo de Diadema antillarum dans un récif de corail.

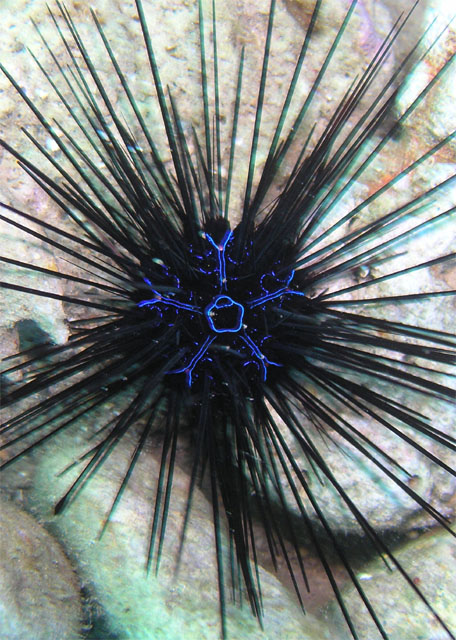
Diadema savignyi

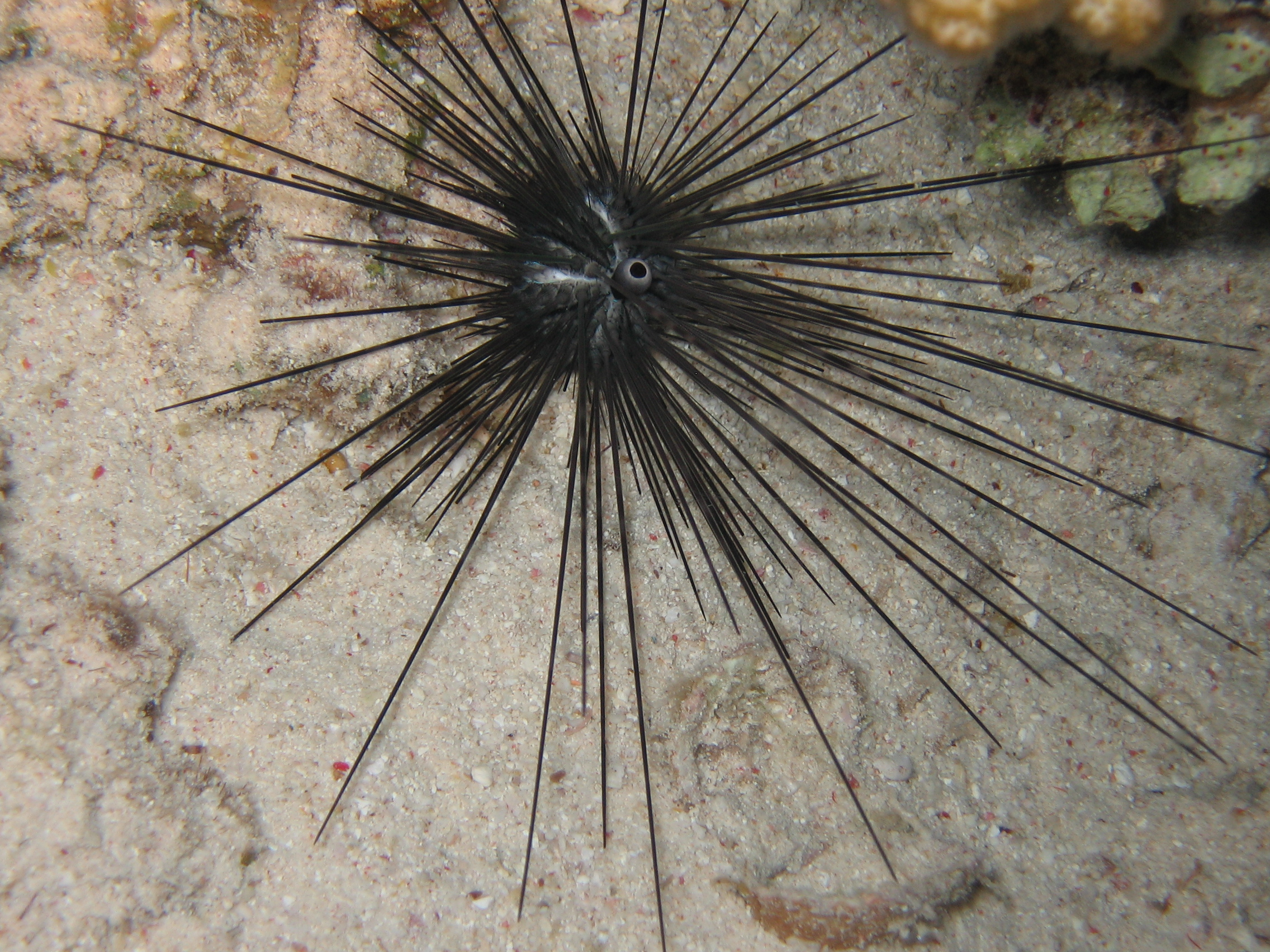
Diadema paucispinum.

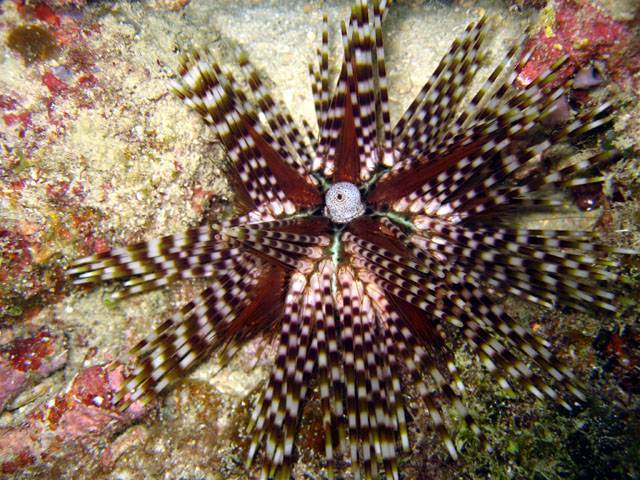
Echinothrix calamaris

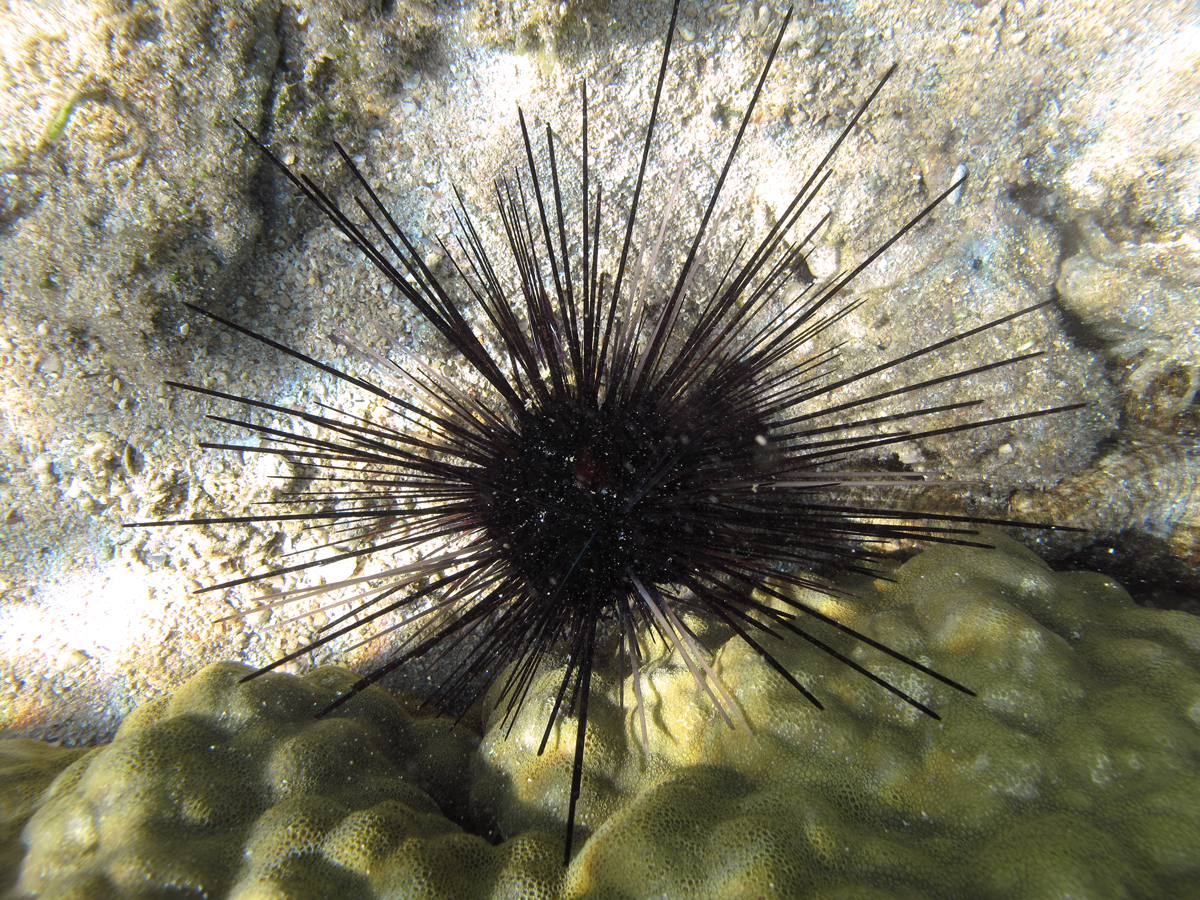
Echinothrix diadema

Diadematidae é uma família de grandes ouriços-do-mar de mrofologia regular e espinhos longos e venenosos. As espécies que integram esta família tem distribuição natural predominante nas regiões costeiras dos mares tropicais.

## Descrição
Os Diadematidae são ouriços-do-mar geralmente de dimensões comparativamente grandes, providos de longos espinhos (os radíolos) cónicos, ocos e dispostos em grupos bem delimitados que respeitam uma simetria penta-radial, suportados por tubérculos perfurados bem salientes.
Os espinhos são geralmente anelados nos juvenis, e ganham coloraçção variável, gerlamente cores mais escuras,nos adultos, mas podem manter as suas estrias. Os radíolos secundários, mais finos e mais curtos e, muitas vezes, de coloração diferente, são geralmente equipados com glândulas de veneno, o qual pode causar dor intensa na picada, mas sem grande perigo para os humanos.
Os ouriços-do-mar deste grupo são por vezes totalmente negros, ou castanho-escuros, mas alguns são muito coloridos (por exemplo Astropyga magnifica). A face aboral dos seus corpos apresenta geralmente zonas nuas, decoradas por motivos coloridos, em gerla com cores lumiosas e contrastantes.
A papila anal, caraacterística, é geralmente volumosa, formando uma saliência bem visível (mas não no género Centrostephanus).
A maior parte das espécies dispõe de órgãos fotossensíveis na parte superior da testa, o que lhes permite ver para cima e assim orientar os espinhos face a uma eventual ameaça..
O esqueleto (designado por testa) é ligeiramente flexível, arredondado e globoso, mas ganha uma conformação mais achatada na fase adulta. As placas ambulacrárias apresentam trêspares de poros aquíferos (poros trigeminados). As placass interambulacrárias apresentam diversos grandes tubérculos isométricos (perfurados e e quase sempre crenulados) formando alinhamentos.
O disco apical é reduzido e geralmente hemicíclico, com as placas genitais projectadas distalemente.
O peristoma é pequeno, rodeado por entalhes bucais arredondados e de pequenos entalhes peri-radiais. O órgão masticatório, a lanterna de Aristóteles é do tipo holodôntico, com cinco dentes direitos em forma de cunha, e repousa dentro de um peristome de diametro reduzido.
As larvas apresentam apenas dois braços.

## Lista de géneros
O registo fóssil da família Diadematidae é conhecido desde o Cretáceo (Aptiano), encontrando-se actualmente distribuída por todos os mares tropicais e subtropicais.. 
| Classificação de acordo com WRMS (17 de Setembro de 2013) : - Género Astropyga (Gray, 1825) - Género Centrostephanus (Peters, 1855) - Género Chaetodiadema (Mortensen, 1903a) - Género Diadema (Gray, 1825) - Género Echinothrix (Peters, 1853) - Género Eremopyga (A. Agassiz & H.L. Clark, 1908) - Género Goniodiadema (Mortensen, 1939) - Género Leptodiadema (Agassiz & Clark, 1907) - Género Lissodiadema (Mortensen, 1903c) - Género Australidiadema (Smith & Crame, 2012) † - Género Eodiadema (Duncan, 1889) † - Género Palaeodiadema (Pomel, 1887) † | Segundo o ITIS (17 de Setembro de 2013) e o NCBI (17 de Setembro de 2013): - Género Astropyga (J. E. Gray, 1825) - Género Centrostephanus (Peters, 1855) - Género Diadema (J. E. Gray, 1825) - Género Echinothrix (Peters, 1853) |

Segundo o Catalogue of Life, a família pode ser representada pelo seguinte cladograma:
| Diadematidae | \| \| Astropyga \| \| \| \| \| \| Centrostephanus \| \| \| \| \| \| Diadema \| \| \| \| \| \| Echinothrix \| \| \| \| |
|              | \| \| Astropyga \| \| \| \| \| \| Centrostephanus \| \| \| \| \| \| Diadema \| \| \| \| \| \| Echinothrix \| \| \| \| |
|              | Aspidodiadematidae |
|              | |
|              | Astropyga |
|              | |
|              | Centrostephanus |
|              | |
|              | Diadema |
|              | |
|              | Echinothrix |
|              | |

|  | Astropyga       |
|  |                 |
|  | Centrostephanus |
|  |                 |
|  | Diadema         |
|  |                 |
|  | Echinothrix     |
|  |                 |

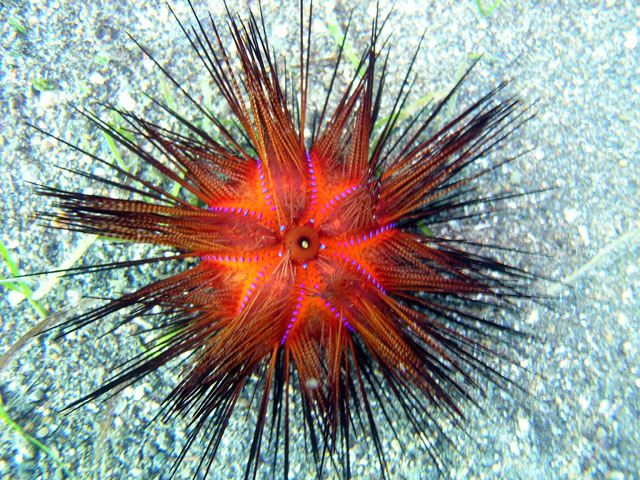
Astropyga radiata.
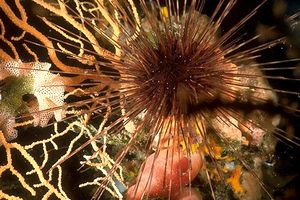
Centrostephanus longispinus.
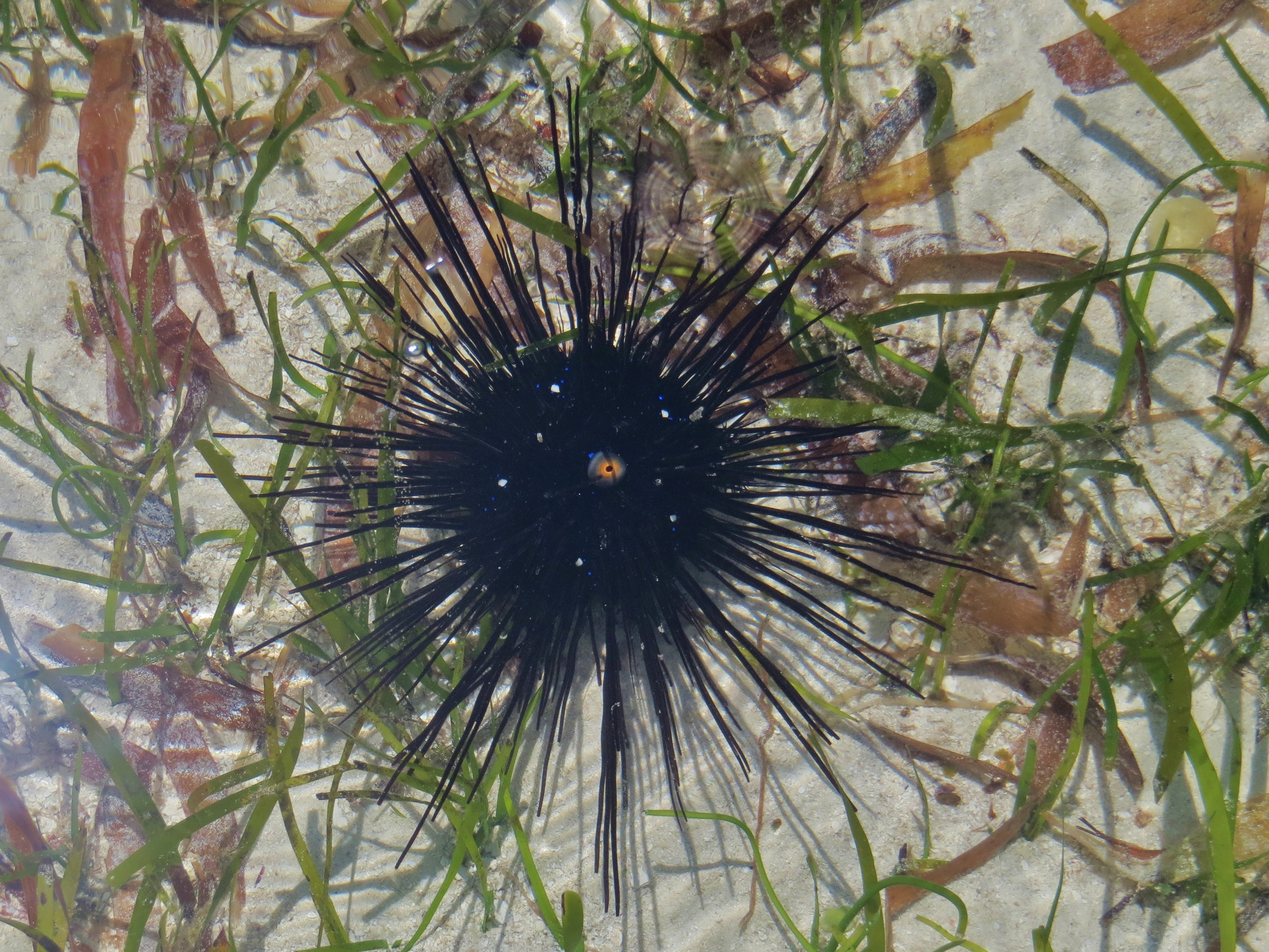
Diadema setosum.
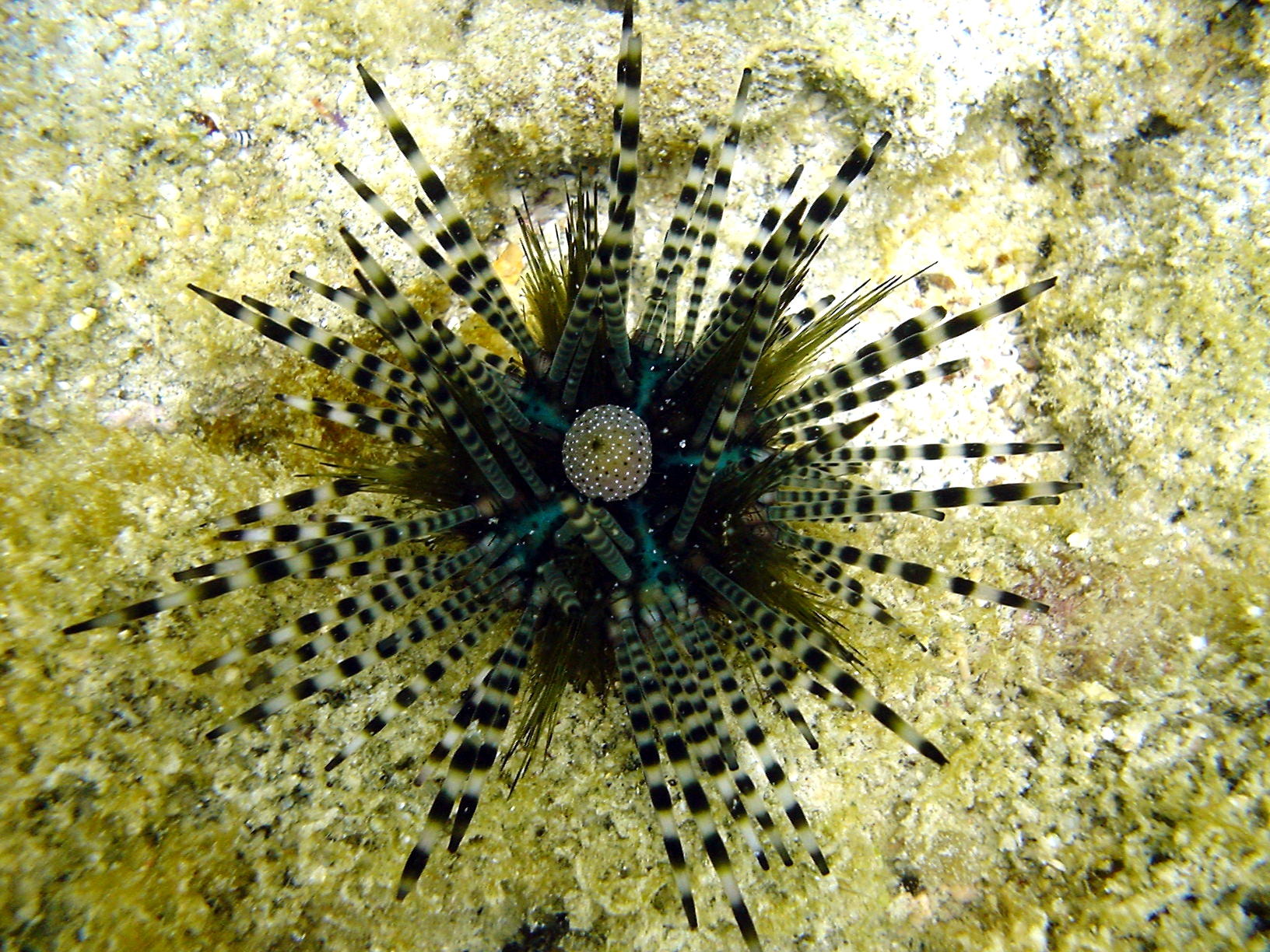
Echinothrix calamaris.

## Quadro das espécies
| Género          | Autor género          | Species                     | Autor espécie        | Age                                |
| Astropyga       | Gray, 1825            | Astropyga radiata           | Leske, 1778          | presente                           |
|                 |                       | Astropyga pulvinata         | Lamarck, 1816        | presente                           |
|                 |                       | Astropyga magnifica         | Clark, 1934          | presente                           |
| Centrostephanus | Peters, 1855          | Centrostephanus asteriscus  | Agassiz & Clark,1907 | presente                           |
|                 |                       | Centrostephanus coronatus   | Verrill,1867         | presente                           |
|                 |                       | Centrostephanus fragile     | Wiltshire,1882       | Santoniano Maastrichtiano Daniano  |
|                 |                       | Centrostephanus longispinus | Philippi,1845        | presente                           |
|                 |                       | Centrostephanus nitidus     | Koehler, 1927        | presente                           |
| Chaetodiadema   | Mortensen, 1903       | Chaetodiadema granulatum    | Mortensen, 1903      | presente                           |
|                 |                       | Chaetodiadema keiense       | Mortensen, 1903      | presente                           |
|                 |                       | Chaetodiadema tuberculatum  | Clark, 1909          | presente                           |
| Diadema         | Gray, 1825            | Diadema palmeri             | Baker, 1967          | presente                           |
|                 |                       | Diadema savignyi            | Michelin, 1845       | presente                           |
|                 |                       | Diadema setosum             | Leske, 1778          | presente                           |
|                 |                       | Diadema antillarum          | Philippe, 1845       | presente                           |
|                 |                       | Diadema paucispinum         | Agassiz, 1863        | presente                           |
|                 |                       | Diadema mexicanum           | Agassiz, 1863        | presente                           |
|                 |                       | Diadema ascensionis         | Mortensen, 1909      | presente                           |
| Echinodiadema   | Verrill, 1867         | Echinodiadema coronata      | Verrill, 1867        | presente                           |
| Echinothrix     | Peters, 1853          | Echinothrix calamaris       | Pallas, 1774         | presente                           |
|                 |                       | Echinothrix diadema         | Linnaeus, 1758       | presente                           |
| Eodiadema       | Duncan, 1889          | –                           | –                    | Lias                               |
| Eremopyga       | Agassiz & Clark, 1908 | Eremopyga denudata          | De Meijere, 1904     | presente                           |
| Goniodiadema    | Mortensen, 1939       | Goniodiadema mauritiense    | Mortensen, 1939      | presente                           |
| Kamptosoma      | Mortensen, 1903       | –                           | –                    | presente                           |
| Palaeodiadema   | Pomel, 1887           | –                           | –                    | Santoniano, Maastrichtiano Daniano |
| Pedinothuria    | Gregory, 1897         | Pedinothuria cidaroides     | Gregory, 1897        | Calloviano Oxfordiano              |
| Trichodiadema   | Agassiz, 1863         | Trichodiadema rodgersii     | Agassiz, 1863        | presente                           |